# Pachetra melaena
Pachetra melaena är en fjärilsart som beskrevs av Hartwieg 1913. Pachetra melaena ingår i släktet Pachetra och familjen nattflyn. Inga underarter finns listade i Catalogue of Life.